# NGC 641
NGC 641 est une vaste galaxie lenticulaire située dans la constellation du Phénix. NGC 641 a été découverte par l'astronome britannique John Herschel en 1834.

## Caractéristiques
Sa vitesse par rapport au fond diffus cosmologique est de 6 136 ± 22 km/s, ce qui correspond à une distance de Hubble de 90,5 ± 6,3 Mpc (∼295 millions d'al).
À ce jour, cinq mesures non basées sur le décalage vers le rouge (redshift) donnent une distance de 83,240 ± 19,750 Mpc (∼271 millions d'al), ce qui est à l'intérieur des valeurs de la distance de Hubble. 
Notons cependant que c'est avec la valeur moyenne des mesures indépendantes, lorsqu'elles existent, que la base de données NASA/IPAC calcule le diamètre d'une galaxie et qu'en conséquence le diamètre de NGC 641 pourrait être d'environ 76,3 kpc (∼249 000 al) si on utilisait la distance de Hubble pour le calculer.